# Simeon Uroš
Simeon Uroš (oko 1326. – 1370.) bio je srpski princ i pripadnik dinastije Nemanjić. Poznat kao Siniša, Simeon Uroš bijaše sin srpskog kralja Stefana Dečanskog i njegove druge supruge, kraljice Marije Paleolog te polubrat cara Dušana Silnog.
Godine 1346., Simeon je postao despot, a kasnije je zavladao južnim Epirom. Car Dušan umro je 1355., a na srpski tron došao je Dušanov sin, Stefan Uroš V., premda je Simeon iskoristio priliku kako bi sebe proglasio suvladarom i gospodarem južnih provincija Srpskog Carstva. Ušavši u sukob s polunećakom, Simeon je pokušao zauzeti Tesaliju i Makedoniju. Simeon se proglasio carem Srba i Grka.

## Brak
Simeon Uroš i njegova supruga Tomaida Orsini imali su troje djece. Sin Jovan Uroš bio je vladar Tesalije te je postao monah. Drugi sin bijaše Stefan Uroš, dok je kći bila gospa Marija Angelina Dukaina Paleologina.